# Kürtül, Onikişubat
Kürtül là một thị trấn thuộc huyện Onikişubat, tỉnh Kahramanmaraş, Thổ Nhĩ Kỳ. Dân số thời điểm năm 2010 là 2.546 người.